# NTSR1
NTSR1 (англ. Neurotensin receptor 1) – білок, який кодується однойменним геном, розташованим у людей на короткому плечі 20-ї хромосоми. Довжина поліпептидного ланцюга білка становить 418 амінокислот, а молекулярна маса — 46 259.
| 10         |  | 20         |  | 30         |  | 40         |  | 50         |
| ---------- |  | ---------- |  | ---------- |  | ---------- |  | ---------- |
| MRLNSSAPGT |  | PGTPAADPFQ |  | RAQAGLEEAL |  | LAPGFGNASG |  | NASERVLAAP |
| SSELDVNTDI |  | YSKVLVTAVY |  | LALFVVGTVG |  | NTVTAFTLAR |  | KKSLQSLQST |
| VHYHLGSLAL |  | SDLLTLLLAM |  | PVELYNFIWV |  | HHPWAFGDAG |  | CRGYYFLRDA |
| CTYATALNVA |  | SLSVERYLAI |  | CHPFKAKTLM |  | SRSRTKKFIS |  | AIWLASALLA |
| VPMLFTMGEQ |  | NRSADGQHAG |  | GLVCTPTIHT |  | ATVKVVIQVN |  | TFMSFIFPMV |
| VISVLNTIIA |  | NKLTVMVRQA |  | AEQGQVCTVG |  | GEHSTFSMAI |  | EPGRVQALRH |
| GVRVLRAVVI |  | AFVVCWLPYH |  | VRRLMFCYIS |  | DEQWTPFLYD |  | FYHYFYMVTN |
| ALFYVSSTIN |  | PILYNLVSAN |  | FRHIFLATLA |  | CLCPVWRRRR |  | KRPAFSRKAD |
| SVSSNHTLSS |  | NATRETLY   |  |            |  |            |  |            |

A: Аланін

C: Цистеїн

D: Аспарагінова кислота

E: Глутамінова кислота

F: Фенілаланін

G: Гліцин

H: Гістидин

I: Ізолейцин

K: Лізин

L: Лейцин

M: Метіонін

N: Аспарагін

P: Пролін

Q: Глутамін

R: Аргінін

S: Серин

T: Треонін

V: Валін

W: Триптофан

Кодований геном білок за функціями належить до рецепторів, g-білокспряжених рецепторів, білків внутрішньоклітинного сигналінгу. 
Локалізований у клітинній мембрані, мембрані.